# Pedro de Médici
Pedro de Médici (em italiano Piero de' Medici), (Florença, 15 de fevereiro de 1471 — Garigliano, 28 de dezembro de 1503), o Desafortunado, foi um dos senhores de Florença desde 1492 até ao fim dos seus dias.

## Biografia
Pedro era o filho mais velho de Lourenço de Médici, o Magnífico, e de Clarice Orsini. Nascido na cidade de Florença, foi criado com o seu irmão mais novo, João, que mais tarde viria a tornar-se no Papa Leão X, e com o primo, Júlio, que se tornaria no Papa Clemente VII.
Apesar da especial educação preparatória dada por seu pai, que o deveria ter preparado para ser o líder da família Médici e governador de facto do Estado de Florença, Pedro sempre manifestou um carácter débil, arrogante e indisciplinado, mostrando não ser o homem certo para o cargo que o esperava em 1492.
Dois anos depois de assumir o seu novo cargo (1494), Carlos VIII de França entra na Itália comandando um exército com o intuito de requerer o trono de Nápoles, para além de reforçar o apoio a Ludovico Sforza, que actuava como regente do sobrinho, Gian Galeazzo Sforza, então duque de Milão.
Carlos VIII, entretanto, decidira tomar a Toscana para assegurar as vias de ligação comercial com Milão. Pedro tentou reunir uma resistência contra os franceses, não sendo bem sucedido, dado que a população de Florença, estava submetida à influência do padre dominicano, fervoroso e radical, Girolamo Savonarola.
Sem muitas mais saídas, Pedro acabou por acatar todos as exigências de Carlos VIII, desistindo de lutar contra a força que ocupava Florença. Contrariamente ao esperado, o povo de Florença revolta-se contra a família Médici, cujos membros acabam por fugir da cidade, deixando o seu palácio a saque. Toda a família Médici foi formalmente exilada de Florença sendo, então, instituída a República. O evento marcou o fim do domínio da família Médici sobre Florença até à eleição de João de Médici como Papa Leão X.
Pedro e a sua família fugiram para Veneza com a ajuda do diplomata francês Philippe de Commines, um servente de Carlos VIII. Em 1503, enquanto os franceses e os espanhóis continuavam a sua batalha na Itália pelo Reino de Nápoles, Pedro, tomou o partido dos franceses. Pedro afogou-se no Rio Garigliano enquanto tentava fugir no rescaldo da Batalha de Garigliano, que os franceses perderam.

## Casamento e filhos
Em 1486, o tio de Pedro, Bernardo Rucellai, negociou o seu casamento com Alfonsina Orsini, uma nobre da Toscana. Bernardo tomou o lugar do sobrinho no casamento por procuração. Pedro e Alfonsina conheceram-se em 1488. Ela era filha de Roberto Orsini, Conde de Tagliacozzo e de Caterina Sanseverino. Eles tiveram dois filhos:
- Lourenço II de Médici, Duque de Urbino (12 de Setembro de 1492– 4 de Maio de 1519);
- Clarice de Médici (1493 – 3 de Maio de 1528).